# Coelichneumon godwinausteni
Coelichneumon godwinausteni är en stekelart som först beskrevs av Cameron 1897.  Coelichneumon godwinausteni ingår i släktet Coelichneumon och familjen brokparasitsteklar. Inga underarter finns listade i Catalogue of Life.